# Stor-Öretjärnen (Laxsjö socken, Jämtland)
Stor-Öretjärnen är en sjö i Krokoms kommun i Jämtland och ingår i Indalsälvens huvudavrinningsområde. Stor-Öretjärnen ligger i Kullflon-Nyflon Natura 2000-område.